# Alice Merton
Alice Merton (Frankfurt del Main, 13 de setembre de 1993) és una cantant alemanya, amb nacionalitat canadenca i britànica. Va aconseguir un èxit comercial gràcies al seu single de debut No Roots.

## Biografia
Alice Merton va néixer al 13 de setembre 1993 a Frankfurt del Main. La seva mare és alemanya i el seu pare és irlandès. La seva família va mudar-se sovint a causa de la feina del seu pare. Quan tenia tres mesos d'edat, va mudar-se a Connecticut i després a Oakville, en Canadà, on va quedar-se fins a l'edat de tretze anys. Durant aquest període, va aprendre a tocar el piano i a cantar. Posteriorment, la seva família va mudar-se a Múnic.
Al 2013 va començar els seus estudis a la Popakademie Baden-Württemberg a Mannheim, on va graduar-se en composició i va conèixer els membres de la seva futura banda.

## Discografia

### Àlbums d'estudi
- 2019: Mint
- 2022: S.I.D.E.S.

### Extended plays
- 2017: No Roots

### Singles
- 2016: No Roots
- 2017: Hit the Ground Running
- 2018: Lash Out
- 2018: Why So Serious
- 2018: Funny Business
- 2019: Learn to Live
- 2019: Easy
- 2021: Vertigo
- 2021: Hero / Island
- 2022: Same Team
- 2022: Blindside
- 2022: Loveback
- 2022: The Other Side